# Bale (Konjic, BiH)
Bale su naseljeno mjesto u općini Konjic, Federacija Bosne i Hercegovine, BiH.

## Stanovništvo

### 1991.
Nacionalni sastav stanovništva 1991. godine, bio je sljedeći:
ukupno: 132
- Muslimani – 132

### 2013.
Nacionalni sastav stanovništva 2013. godine, bio je sljedeći:
ukupno: 62
- Bošnjaci – 62

## Vanjske poveznice
- Satelitska snimka  Arhivirana inačica izvorne stranice od 13. veljače 2021. (Wayback Machine)